# Peter Egge

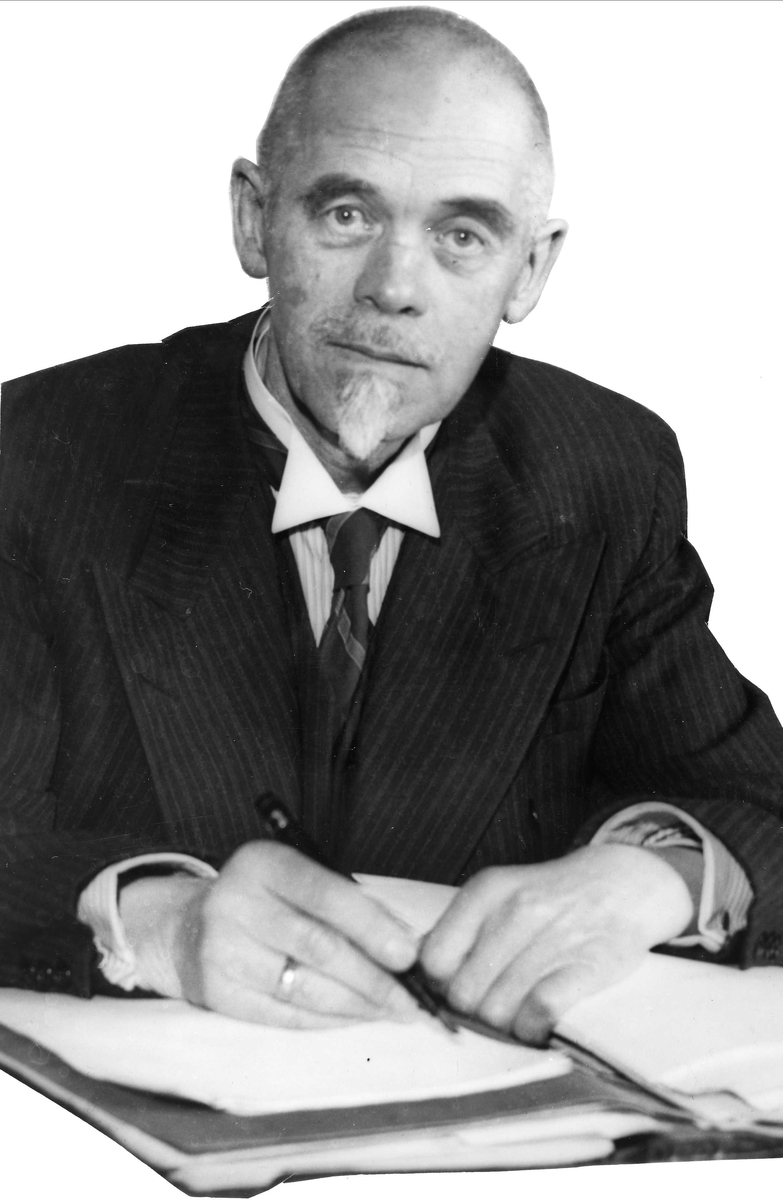
Peter Egge, 1935

Peter Andreas Egge (* 1. April 1869 in Trondheim; † 15. Juli 1959 in Oslo) war ein norwegischer Schriftsteller und Journalist.

## Leben
Egges Vater Olaus Egge war Fuhrmann, seine Mutter Oline Wibe stammte aus einer verarmten Bauernfamilie. Peter war der zweitälteste von neun Kindern der Familie, die in ärmlichen Verhältnissen lebte. Peter besuchte die Trondheimer Kathedralschule, musste die Schule aber aus finanziellen Gründen abbrechen. Danach arbeitete er als Büroangestellter, Seemann und Journalist. Zusammen mit Arne Dybfest gab er die Zeitschrift Den nye tid heraus. 1897 heiratete er Anna Marie Svensen und zog nach Kristiania. Einer seiner Söhne war der Politiker Ørnulf Egge.
Zwischen 1913 und 1916 sowie 1935 war Egge Vorsitzender der norwegischen Schriftstellervereinigung. 1935 wurde er mit dem Literaturpreis Gyldendals legat ausgezeichnet.

## Werk
Erste Erzählungen veröffentlichte Egge 1887. Zu dieser Zeit ging er noch zur Schule. 1891 erschien sein erster Roman Almue. Einem größeren Publikum wurde er aber erst gegen Ende der 1890er-Jahre bekannt. Egge gilt als ein sehr produktiver Schriftsteller und veröffentlichte zahlreiche weitere Bücher. Während er in seinen frühen Büchern meist das Leben der einfachen Leute in Trondheim schildert, wendet er sich später ethischen und psychologischen Themen zu. Diese Phase wurde von dem 1907 erschienenen Roman Hjærtet eingeleitet, der auch im Ausland bekannt wurde. In einer dritten Phase, ab 1920, konzentriert sich Egge auf die Gegensätze zwischen der traditionellen Lebensweise der Landbevölkerung Trøndelags und den Entwicklungen der modernen Zeit.
Von 1948 bis 1955 veröffentlichte er seine Memoiren unter dem Titel Minner.

## Werke (Auswahl)

### Romane
- Almue (1891)
- En Skibsgut (1892; deutsch Der Schiffsjunge, 1902)
- Folkelivsskildringer (1894)
- Jomfru Nelly Maartens (1897)
- De graa haar (1904)
- Hjærtet (1907)
- De unge dage (1913)
- Inde i fjordene (1920)
- Den hellige sjø (1922)
- Jægtvig og hans Gud (1924)
- Hansine Solstad (1925)
- Hos Vincent Øst (1926)
- Gjester (1931)
- Mennesket Ada Graner (1945)
- Friselser (1957)

### Schauspiele
- Faddergaven (1897)
- Kjærlighed og venskab (1905)
- Idyllen (1910)
- Wilhelmines Byraa (1915)
- Manns ære (1937)
- Politimesteren (1947)
- Fristelser (1957)